# Яйко-Ілемське
Я́йко-Іле́мське — гірська вершина в межах Долинського району Івано-Франківської області, на південний схід від села Мислівки.

## Розташування
Розташована в західних Ґорґанах (Українські Карпати), на хребті, що тягнеться від річки Свічі до річки Молода, і включає ще, крім Яйка-Ілемського, такі вершини: Великий та Малий Лисаки, Поганець, Укерня, Сиваня Лолинська, Молода, Яйко-Перегінське. Є другою вершиною за висотою в даному пасмі.

## Загальні дані
Висота 1680 м (за іншими даними — 1685 м). Назву гора отримала за характерну форму, що нагадує яйце. Північно-східні схили стрімкі, урвисті; південно-східні та північно-західні — пологі. Поверхня вкрита кам'яними розсипищами — ґрехотами. Верх гори відкритий. Розвивається сучасна нівація. Трапляються субальпійські чагарникові пустища. Нижче 1600 м. — пояс гірсько-соснового криволісся, що переходить у смерічники. Збереглися угруповання сосни кедрової.
На північних схилах розташоване заповідне урочище «Яйко», на південь від гори — Урочище Укерна.

## Опис вершини
У вершини є два чітко виражені відроги. Північно-західний відріг плавно опускається і переходить в полонину Довге Поле. Південно-східний відріг дещо стрімкіший, на ньому на відстані близько 1,5 км від вершини розташований мисливський будиночок (згорів в грудні 2017 року), є джерело. Ним можна спуститися в долину потоку Мшана. Північно-східний схил круто обривається в напрямку вододілу потоків Правич та Мшана. На південний захід — короткий, але стрімкий спуск у сідло між Яйком-Ілемським та Поганцем.
З вершини відкривається чудова панорама — на півночі видно весь хребет Аршиці (з найближчою його вершиною — Ґорґаном Ілемським). Далі на схід видно гострий пік Високої та плаский Ігровець, а також далеку Сивулю. У південно-східному напрямку домінує вершина Молодої, від якої тягнеться до Яйка-Ілемського хребет з вершинами Поганець, Укерня, Сиваня Лолинська. Зліва від Молодої помітна Ґрофа. У південному напрямку видно Негровець, а на захід — безліч нижчих заліснених хребтів у долині річки Свіча, серед яких виділяється Менчил. У перспективі північно-західного відрогу Яйка-Ілемського низько в долині проглядаються будівлі села Мислівки, а над ними височить хребет Хом.

## Маршрути на Яйко-Ілемське
- З півночі — з села Мислівки синій маршрут веде долиною річки Свічі, далі вздовж потоку Правич виводить на полонину Мшану. На полонині влаштоване місце для стоянки, є джерело. Звідси синій маршрут продовжується підйомом на північно-західний відріг Яйка-Ілемського і через полонину Довге Поле (тут є джерело і дрова) виводить на вершину. Можливий довший варіант — з Мислівки жовтим маршрутом через Малий та Великий Пустошаки, Німецьку полонину (джерело) вийти на гору Ґорґан Ілемський, а далі чорним маршрутом спуститися на полонину Мшану.
- З півдня — знакований маршрут (чорний) веде з полонини Солотвинка через вершини Сиваня Лолинська, Укерня, Поганець. Єдине джерело на полонині Солотвинка розташоване на південно-західному спуску в напрямку вершини Гича, на значній відстані. На полонину можна потрапити кількома маршрутами — з Осмолоди через вершину Молоду і з долини річки Свічі (жовте маркування), а також з села Слобода через вершини Кругла Млака та Гича (синій та жовтий маршрути). Є ще знакований маршрут з долини річки Свіча на західний відріг гори Поганець (червоні знаки), проте цей шлях у поганому стані і відновлюватись не буде.